# Philippe Mentha
Pour les articles homonymes, voir Mentha (homonymie).
Philippe Mentha, né le 5 octobre 1933 à Genève, est un metteur en scène et comédien suisse.
Il dirige le Théâtre de Carouge de 1968 à 1970 et le Théâtre Kléber-Méleau de 1979 à 2015.

## Biographie

### Origines et famille
Philippe Mentha naît le 5 octobre 1933 à Genève. Il est originaire de la même ville et de Cortaillod, dans le canton de Neuchâtel.
Son père, Adolphe Henri Mentha, est un médecin ; sa mère est née Alice Marthe Siordet.
Il épouse Hellène Jacqueline Perret en 1958, plus connue sous son nom de comédienne Claire Dominique. Il est couple avec la comédienne Lise Ramu depuis la fin des années 1960.

### Études et premiers rôles de comédien
Après une maturité de type classique, il prend des cours de théâtre à Genève de 1951 à 1953 auprès de Nora Sylvère et à Paris de 1953 à 1955 auprès de Tania Balachova.
Il se rend ensuite à Toulouse, où il joue notamment Molière et Marivaux en 1955 et 1956 au Grenier, alors dirigé par Maurice Sarrazin, dans une mise en scène de Simone Turck.

### Mise en scène, direction de théâtre et enseignement
Il participe à la création, à partir de 1957, du Théâtre de Carouge aux côtés de François Simon. Il joue dans tous les spectacles qui y sont montés de 1958 à 1962 et réalise une dizaine de mises en scène à partir de 1959. Il dirige le théâtre de 1968 à 1970.
Il travaille ensuite à Lausanne en tant qu'indépendant et y enseigne au Conservatoire, ainsi qu'à celui de Genève, de 1970 à 1979,.
Il inaugure en 1979 avec la comédienne Lise Ramu le Théâtre Kléber-Méleau à Renens,, qui dispose de sa propre troupe permanente. Il déclare à ce propos en 2015, juste avant de passer le relais de la direction du théâtre à Omar Porras : « Notre volonté était de monter leurs pièces [des auteurs peu ou pas joués], mais aussi de permettre à des talents « locaux » d'émerger et de s'exprimer en honorant les textes modernes, mais aussi les classiques ».

## Mises en scène
- 2014 : Mon Faust de Paul Valéry, Théâtre de Carouge et Théâtre Kléber-Méleau[9],[10]
- 2014 : La Double Inconstance de Marivaux[11]
- 2012 : Solness le constructeur de Henrik Ibsen, au Kléber-Méleau[12]
- 2005 : Fin de partie de Beckett, au Kléber-Méleau[5]
- 1997 : Capitaine Karagheuz de Louis Gaulis, au Kléber-Méleau[13]
- 1993 : La Prochaine Fois de James Saunders, au Kléber-Méleau[14]
- 1989 : L'Avare de Molière, au Kléber-Méleau[15]
- 1986 : Bérénice de Racine, au Kléber-Méleau[16]
- 1982 : Le Misanthrope de Molière, au Kléber-Méleau[17]

## Distinctions
- 1980 : anneau Hans-Reinhart[1]
- 1984 : prix de la Société de Belles-Lettres[18]
- 1988 : grand prix de la Fondation vaudoise pour la promotion et la création artistique[19]